# Ассоциация кольских саамов
Ассоциация кольских саамов (АКС, кильд. саам. Куэлнэгк соа̄ме э̄хтнэгк) — общественная организация, объединяющая саамов России, проживающих в Мурманской области. Официальное наименование организации: «Областная общественная организация „Ассоциация Кольских саамов“», правление расположено в Мурманске (улица Самойловой, дом 6).
Президент 2010 – 2018 Елена Семёновна Яковлева,
2018 –  Рочева (Гой), Елена Алексеевна.

## История создания
Создана в 1989 году. Своей целью в момент создания организация ставила «содействие развитию саамского населения, сохранение и развитие культурного и духовного наследия саамского народа». Дата регистрации — 21 марта 1990 года.
До 2010 года должность президента Ассоциации занимала Нина Елисеевна Афанасьева, учёный-филолог, преподаватель кильдинского саамского языка.

## Международная деятельность
Ассоциация является членом Союза саамов — международной общественной организации, объединяющая саамские организации тех стран, в которых проживают саамы — Норвегии, России, Финляндии и Швеции (вторым членом от России является Общественная организация саамов Мурманской области). Название Ассоциации на северносаамском языке (рабочем языке Союза Саамов) — Guoládaga Sámi Searvi (GSS). Член Союза Саамов от АКС с 2009 года — Елена Семёновна Яковлева (в некоторых документах Союза записана как Королёва). В 2005—2008 членом Союза Саамов от АКС была Нина Елисеевна Афанасьева.